# Malamore
Malamore è un film italiano del 1982 diretto da Eriprando Visconti.
Si tratta dell'ultimo film diretto dal regista.

## Trama
Friuli, autunno del 1917. Il nano Marcello Giammarco, figlio unico di un ricco avvocato, viene tenuto dal padre confinato in una maestosa villa di campagna nei dintorni di Palmanova. La villa si trova nelle retrovie italiane del fronte ed è stata parzialmente adattata a ospedale militare.

In quest'irreale atmosfera, tra servitori e moribondi, che precede la disfatta di Caporetto, il cortese e dignitoso Marcello cerca di condurre un'esistenza normale, inseguendo il sogno sentimentale di legarsi a Maria, una prostituta del locale postribolo.
La morte del padre, colpito accidentalmente da un colpo d'artiglieria durante la presa di Palmanova, investe Marcello della responsabilità sul grande patrimonio familiare, mentre la sua villa, dove continua ad abitare, diviene sede di un comando delle retrovie austriache. Anche il postribolo cambia usanze e clienti: ora tutti militari austriaci. In quei momenti d'estrema incertezza sociale e morale, il ricco patrimonio di Marcello diviene un obiettivo possibile e una speranza di rivincita per alcuni negletti, manovrati da uno scaltro profittatore, ai quali la guerra sembra avere tolto ogni futuro e ogni senso etico.

## Produzione
Realizzato tra grandi difficoltà economiche, determinate dalla non facile previsione d'incassi e limitato da un budget assai ristretto, il film mostra un'attenta ricostruzione del contesto epocale attraverso una minuziosa scelta dell'oggettistica, dei vestiario e delle uniformi militari. Vengono impiegati veicoli d'epoca originali, a motore e a trazione animale, fra cui una Lancia Tipo 51 Sport del 1908 e una Lancia Tipo 54 Torpedo del 1909, concesse dal Museo Vincenzo Lancia di Torino.